# Dos Concílios e da Igreja
Dos Concílios e da Igreja é um tratado sobre eclesiologia escrito por Martinho Lutero em 1539, já nos anos finais de sua vida.

## Conteúdo
Esta obra é mais conhecida por sua doutrina, explanada na terceira parte do livro, das "sete marcas da Igreja" através das quais a "Santa, Una e Apostólica Igreja" pode ser reconhecida:
1. Santa palavra de Deus - revela os meios de graça efetivos:
  1. Santo sacramento do batismo, a regeneração;
  2. Santo sacramento do altar;
  3. Ofício das chaves exercido publicamente - este ofício não é o do papa. Inclui também a confissão privada como meio de graça;
2. Consagra ou chama ministros ou tem ofícios; ou seja, administra - bispos, pastores, pregadores, mas não mulheres;
3. Oração, louvor público e agradecimentos a Deus - a liturgia;
4. Santa possessão da sagrada cruz - sofrendo e carregando a cruz como seguidores de Cristo.